# 14 Shō ~The Message~
Albums par Morning Musume
13 Colorful Character
(2012) 15 Thank you, too
(2017)
Compilations par Morning Musume '14
Coupling Collection 2
(2014)
Singles
1. Egao no Kimi wa Taiyō sa / Kimi no Kawari wa Iyashinai / What is Love?
Sortie : 29 janvier 2014
2. Toki wo Koe Sora wo Koe / Password is 0
Sortie : 16 avril 2014
3. Tiki Bun (/ Shabadabadō / Mikaeri Bijin)
Sortie : 15 octobre 2014

14 Shō ~The Message~ (14章～The message～, ou 14 Shou : the message ; « Chapitre 14 : le message ») est le 14e album régulier du groupe Morning Musume, sorti en 2014.

## Présentation
C'est le premier album original du groupe à sortir sous une appellation temporaire, en l'occurrence "Morning Musume '14", utilisée durant la seule année 2014. Il est écrit, composé et produit par Tsunku, et sort le 29 octobre 2014 au Japon sur le label zetima, deux ans après le précédent album original du groupe, 13 Colorful Character (entre-temps sont sorties ses compilations The Best! Updated et Coupling Collection 2). L'album atteint la 7e place du classement hebdomadaire des ventes de l'Oricon.
Il sort également dans deux éditions limitées notées "A" et "B" au format "CD+DVD", avec des pochettes différentes et un DVD en supplément, ; l'édition "A", plus chère, est présentée en boitier digipack incluant un livret supplémentaire.
C'est le premier album original du groupe à sortir après le départ de Reina Tanaka, qui a quitté le groupe l'année précédente, ainsi que le premier avec le seul membre issu de la 11e génération, Sakura Oda (cependant déjà présente sur The Best!). C'est aussi son dernier album avec Sayumi Michishige, dernière représentante des huit premières "générations" du groupe, qui le quittera peu après sa sortie.
L'album contient douze titres, dont cinq déjà parus sur les deux singles (un "double-face A" et un "triple-face A") sortis précédemment en début d'année : Egao no Kimi wa Taiyō sa / Kimi no Kawari wa Iyashinai / What is Love? et Toki wo Koe Sora wo Koe / Password is 0. Il ne contient qu'une des trois chansons du dernier single en date sorti deux semaines auparavant, Tiki Bun / Shabadabadō / Mikaeri Bijin, mais dans une version remaniée pour l'album (Tiki Bun). Les chansons des quatre singles les précédents, sortis après le précédent album original, étaient parues sur la compilation The Best! Updated (mais dans des versions ré-enregistrées), à l'exception de Ai no Gundan qui reste donc inédite en album.
Trois des nouvelles chansons de l'album 14 Shō ne sont interprétées que par quelques membres du groupe.

## Formation
Membres du groupe créditées sur l'album :
- 6e génération : Sayumi Michishige
- 9e génération : Mizuki Fukumura, Erina Ikuta, Riho Sayashi, Kanon Suzuki
- 10e génération : Haruna Iikubo, Ayumi Ishida, Masaki Satō, Haruka Kudō
- 11e génération : Sakura Oda

## Liste des titres
Toutes les chansons sont écrites et composées par Tsunku.
| 1.  | Tiki Bun (Album Version) (TIKI BUN)                                                 | Original : du 57e single (co-face A)       | 5 min 13 s |
| 2.  | Password is 0                                                                       | du 56e single (co-face A)                  | 4 min 31 s |
| 3.  | Ashita wo Tsukuru no wa Kimi (明日を作るのは君)                                     |                                            | 3 min 46 s |
| 4.  | Kirari to Hikaru Hoshi (キラリと光る星)                                             | Par Sayashi et Oda en duo                  | 3 min 48 s |
| 5.  | Koibito ni wa Zettai ni Shiraretakunai Shinjitsu (恋人には絶対に知られたくない真実) | Par Michishige, Fukumura et Iikubo en trio | 4 min 11 s |
| 6.  | What is Love? (What is LOVE?)                                                       | du 55e single (co-face A)                  | 3 min 12 s |
| 7.  | Watashi wa Watashi Nanda (私は私なんだ)                                             |                                            | 4 min 01 s |
| 8.  | Waraenai Hanashi (笑えない話)                                                       |                                            | 4 min 03 s |
| 9.  | Egao no Kimi wa Taiyō sa (笑顔の君は太陽さ)                                         | du 55e single (co-face A)                  | 4 min 34 s |
| 10. | Kimi no Kawari wa Iyashinai (君の代わりは居やしない)                                | du 55e single (co-face A)                  | 4 min 29 s |
| 11. | Otona ni Nareba Otona ni Nareru!? (大人になれば 大人になれる!?)                     | Par Ikuta, Suzuki, Ishida, Sato, et Kudo   | 3 min 57 s |
| 12. | Toki wo Koe Sora wo Koe (時空を超え 宇宙を超え)                                     | du 56e single (co-face A)                  | 4 min 47 s |

| 1. | Chapter 1 (チャプター1)  |  |
| 2. | Chapter 2 (チャプター2)  |  |
| 3. | Chapter 3 (チャプター3)  |  |
| 4. | Chapter 4 (チャプター4)  |  |
| 5. | Chapter 5 (チャプター5)  |  |
| 6. | Chapter 6 (チャプター6)  |  |
| 7. | Chapter 7 (チャプター7)  |  |
| 8. | Chapter 8 (チャプター8)) |  |

| 1.  | Prologue (prologue)        |  |
| 2.  | Oda Sakura (小田さくら)    |  |
| 3.  | Kudo Haruka (工藤遥)       |  |
| 4.  | Sato Masaki (佐藤優樹)     |  |
| 5.  | Ishida Ayumi (石田亜佑美)  |  |
| 6.  | Iikubo Haruna (飯窪春菜)   |  |
| 7.  | Suzuki Kanon (鈴木香音)    |  |
| 8.  | Sayashi Riho (鞘師里保)    |  |
| 9.  | Ikuta Erina (生田衣梨奈)   |  |
| 10. | Fukumura Mizuki (譜久村聖) |  |
| 11. | Epilogue (epilogue)        |  |